# Municipio de Johnson (Dakota del Norte)
El municipio de Johnson (en inglés: Johnson Township) es un municipio ubicado en el condado de Wells en el estado estadounidense de Dakota del Norte. En el año 2010 tenía una población de 36 habitantes y una densidad poblacional de 0,38 personas por km².

## Geografía
El municipio de Johnson se encuentra ubicado en las coordenadas 47°22′40″N 99°27′31″O / 47.37778, -99.45861. Según la Oficina del Censo de los Estados Unidos, el municipio tiene una superficie total de 93.78 km², de la cual 91,42 km² corresponden a tierra firme y (2,51 %) 2,35 km² es agua.

## Demografía
Según el censo de 2010, había 36 personas residiendo en el municipio de Johnson. La densidad de población era de 0,38 hab./km². De los 36 habitantes, el municipio de Johnson estaba compuesto por el 100 % blancos. Del total de la población el 0 % eran hispanos o latinos de cualquier raza.